# 巌流島 小次郎と武蔵
『巌流島 小次郎と武蔵』（がんりゅうじま こじろうとむさし）は、1992年1月1日にNHKで放映された正月時代劇。

## 概要
巌流島の決闘をテーマにした作品では珍しい、佐々木小次郎を主役にした本格時代劇。
大河ドラマ『独眼竜政宗』の主役を演じた渡辺謙が小次郎を、同番組の脚本を担当したジェームス三木が、今回も脚本を担当しており、宿命のライバル・宮本武蔵役の滝田栄など、実力派で固めている質の高い作品に仕上がっている。
物語は、関ヶ原の戦いの後、時代は剣から鉄砲へと移り変わろうとしていた時代を軸に、小次郎を取り巻く人間模様を描いていく。

## キャスト
- 佐々木小次郎 - 渡辺謙
- 鈴香 - 名取裕子
- 細川忠利 - 榎木孝明
- 杉山右近 - 錦織一清
- 長岡興長 - 大橋吾郎
- 沼田延元 - 蟹江敬三
- 助松 - ガッツ石松
- 道家角左衛門 - 尾藤イサオ
- 小林太郎左衛門 - 鈴木瑞穂
- 雀丸 - 石丸謙二郎
- るい - 中西牧子
- 菊 - 奈須千賀子
- 清作 - 細山田隆人
- 登勢 - 泉ピン子
- 細川忠興 - 夏八木勲
- 加賀山隼人 - 細川俊之
- 三淵好重 - 大山克巳
- 宮本無仁斎 - 松村達雄
- 松井康之 - 大滝秀治
- 宮本武蔵 - 滝田栄

## スタッフ
- 脚本 - ジェームス三木
- 音楽 - 菅野由弘
- 製作 - 金澤宏次